# Puchar Kontynentalny w skokach narciarskich 2017/2018
Puchar Kontynentalny w skokach narciarskich 2017/2018 – 27. edycja Pucharu Kontynentalnego. Rozpoczął się 9 grudnia 2017 na normalnej skoczni olimpijskiej w kanadyjskim Whistler, a zakończył 17 marca 2018 w rosyjskim Czajkowskim. Zaplanowano rozegranie 29 konkursów w 12 krajach.
Obrońcą tytułu był Austriak Clemens Aigner, który w sezonie 2016/2017 zgromadził 1191 punktów, o ponad 200 wyprzedzając zajmujących drugie i trzecie miejsce w klasyfikacji generalnej reprezentantów Słowenii: Mirana Zupančiča i Nejca Dežmana.
Zaplanowane na 16-17 grudnia zawody Pucharu Kontynentalnego w Lahti zostały przeniesione do Ruki ze względu na brak śniegu w południowej Finlandii. Termin zawodów w Bischofshofen, zaplanowanych początkowo na 13–14 stycznia 2018, zostały zmieniony na 10–11 stycznia. Z powodu zbyt silnego wiatru pierwszy konkurs w Erzurum przeniesiono z 19 na 20 stycznia. Z tej samej przyczyny pierwszy konkurs w Brotterode przeniesiono z 17 na 18 lutego. Z powodu śnieżycy i mocnego wiatru odwołano finałowe zawody w rosyjskim Czajkowskim w niedzielę 18 marca 2018.
Zwycięzcą cyklu został Norweg Marius Lindvik, zdobywając 1102 punkty. Kolejne miejsca w klasyfikacji generalnej zajęli reprezentanci Niemiec: Andreas Wank i David Siegel, z odpowiednio 62 i 134 punktami straty do Lindvika.

## Kalendarz zawodów
| Lp.                                                                          | Data                                                                         | Miejscowość                                                                  | HS                                                                           | Uwagi                                                                        | 1. miejsce            | 2. miejsce                  | 3. miejsce               |
| ---------------------------------------------------------------------------- | ---------------------------------------------------------------------------- | ---------------------------------------------------------------------------- | ---------------------------------------------------------------------------- | ---------------------------------------------------------------------------- | --------------------- | --------------------------- | ------------------------ |
| 1.                                                                           | 9 grudnia 2017                                                               | Whistler                                                                     | HS-104                                                                       | –                                                                            | Tomasz Pilch          | Philipp Aschenwald          | Marius Lindvik           |
| 2.                                                                           | 10 grudnia 2017                                                              | Whistler                                                                     | HS-104                                                                       | –                                                                            | Andreas Wank          | Jonathan Learoyd            | Žiga Jelar               |
| 3.                                                                           | 16 grudnia 2017                                                              | Ruka                                                                         | HS-142                                                                       | –                                                                            | Tomasz Pilch          | Nejc Dežman                 | Žiga Jelar               |
| 4.                                                                           | 17 grudnia 2017                                                              | Ruka                                                                         | HS-142                                                                       | –                                                                            | Jurij Tepeš           | Žiga Jelar                  | Joachim Hauer            |
| 5.                                                                           | 27 grudnia 2017                                                              | Engelberg                                                                    | HS-140                                                                       | –                                                                            | Jonathan Learoyd      | Viktor Polášek              | Killian Peier            |
| 6.                                                                           | 28 grudnia 2017                                                              | Engelberg                                                                    | HS-140                                                                       | –                                                                            | Ulrich Wohlgenannt    | Tomasz Pilch                | Marius Lindvik           |
| 7.                                                                           | 6 stycznia 2018                                                              | Titisee-Neustadt                                                             | HS-142                                                                       | –                                                                            | Marius Lindvik        | Nejc Dežman                 | Vincent Descombes Sevoie |
| 8.                                                                           | 7 stycznia 2018                                                              | Titisee-Neustadt                                                             | HS-142                                                                       | –                                                                            | David Siegel          | Marius Lindvik              | Sondre Ringen            |
| 9.                                                                           | 10 stycznia 2018                                                             | Bischofshofen                                                                | HS-140                                                                       | –                                                                            | Tom Hilde             | Andreas Wank                | Čestmír Kožíšek          |
| 10.                                                                          | 11 stycznia 2018                                                             | Bischofshofen                                                                | HS-140                                                                       | –                                                                            | David Siegel          | Andreas Wank                | Nejc Dežman              |
| 11.                                                                          | 20 stycznia 2018                                                             | Erzurum                                                                      | HS-140                                                                       | –                                                                            | David Siegel          | Jonathan Learoyd            | Marius Lindvik           |
| 12.                                                                          | 20 stycznia 2018                                                             | Erzurum                                                                      | HS-140                                                                       | –                                                                            | Anže Lanišek          | Marius Lindvik              | Tomaž Naglič             |
| 13.                                                                          | 26 stycznia 2018                                                             | Sapporo                                                                      | HS-100                                                                       | –                                                                            | Robert Kranjec        | Sondre Ringen               | Daniel Huber             |
| 14.                                                                          | 27 stycznia 2018                                                             | Sapporo                                                                      | HS-137                                                                       | –                                                                            | Daniel Huber          | Jewgienij Klimow            | Tom Hilde                |
| 15.                                                                          | 28 stycznia 2018                                                             | Sapporo                                                                      | HS-137                                                                       | –                                                                            | Robert Kranjec        | Nejc Dežman                 | Daniel Huber             |
| 16.                                                                          | 3 lutego 2018                                                                | Planica                                                                      | HS-138                                                                       | –                                                                            | Anže Lanišek          | Philipp Aschenwald          | Pius Paschke             |
| 17.                                                                          | 4 lutego 2018                                                                | Planica                                                                      | HS-138                                                                       | –                                                                            | Anže Lanišek          | Jurij Tepeš                 | Philipp Aschenwald       |
| 18.                                                                          | 10 lutego 2018                                                               | Iron Mountain                                                                | HS-133                                                                       | –                                                                            | Marius Lindvik        | Jakub Wolny                 | Halvor Egner Granerud    |
| 19.                                                                          | 11 lutego 2018                                                               | Iron Mountain                                                                | HS-133                                                                       | –                                                                            | Halvor Egner Granerud | Anže Lanišek                | Marius Lindvik           |
| 20.                                                                          | 18 lutego 2018                                                               | Brotterode                                                                   | HS-117                                                                       | –                                                                            | Nejc Dežman           | David Siegel                | Andreas Wank             |
| 21.                                                                          | 18 lutego 2018                                                               | Brotterode                                                                   | HS-117                                                                       | –                                                                            | David Siegel          | Jakub Wolny                 | Anže Lanišek             |
| 22.                                                                          | 24 lutego 2018                                                               | Klingenthal                                                                  | HS-140                                                                       | –                                                                            | Marius Lindvik        | Philipp Aschenwald          | Jakub Wolny              |
| 23.                                                                          | 25 lutego 2018                                                               | Klingenthal                                                                  | HS-140                                                                       | –                                                                            | Marius Lindvik        | Jakub Wolny                 | Anže Lanišek             |
| 24.                                                                          | 3 marca 2018                                                                 | Rena                                                                         | HS-139                                                                       | –                                                                            | Andreas Wank          | Sondre Ringen               | David Siegel             |
| 25.                                                                          | 4 marca 2018                                                                 | Rena                                                                         | HS-139                                                                       | –                                                                            | Manuel Poppinger      | Andreas Wank Marius Lindvik | —                        |
| 26.                                                                          | 10 marca 2018                                                                | Zakopane                                                                     | HS-140                                                                       | –                                                                            | Manuel Fettner        | Bor Pavlovčič               | Ulrich Wohlgenannt       |
| 27.                                                                          | 11 marca 2018                                                                | Zakopane                                                                     | HS-140                                                                       | –                                                                            | Manuel Fettner        | Bor Pavlovčič               | Stefan Huber             |
| 28.                                                                          | 17 marca 2018                                                                | Czajkowskij                                                                  | HS-140                                                                       | –                                                                            | Stefan Huber          | Constantin Schmid           | Cene Prevc               |
| —                                                                            | 18 marca 2018                                                                | Czajkowskij                                                                  | HS-140                                                                       | –                                                                            | odwołany              | odwołany                    | odwołany                 |
| Puchar Kontynentalny w skokach narciarskich 2017/2018 – klasyfikacja końcowa | Puchar Kontynentalny w skokach narciarskich 2017/2018 – klasyfikacja końcowa | Puchar Kontynentalny w skokach narciarskich 2017/2018 – klasyfikacja końcowa | Puchar Kontynentalny w skokach narciarskich 2017/2018 – klasyfikacja końcowa | Puchar Kontynentalny w skokach narciarskich 2017/2018 – klasyfikacja końcowa | Marius Lindvik        | Andreas Wank                | David Siegel             |

## Statystyki indywidualne
| Austria |     |     |    |    |     |     |     |     |    |     |    |    |    |    |    |    |    |    |    |    |    |     |     |     |     |     |     |     |
| Florian Altenburger | 37  | 22  | 5  | 6  | 11  | 4   | 14  | 33  | –  | –   | –  | –  | 8  | 19 | 11 | –  | –  | 26 | 25 | 20 | 8  | 17  | 18  | 13  | 18  | 13  | 12  | 14  |
| Philipp Aschenwald | 2   | 8   | 7  | 14 | 12  | 10  | –   | –   | 39 | 31  | –  | –  | 28 | 10 | 15 | 2  | 3  | 13 | 8  | 15 | 9  | 2   | 8   | 7   | 4   | –   | –   | –   |
| Manuel Fettner | –   | –   | –  | –  | –   | –   | –   | –   | –  | –   | –  | –  | –  | –  | –  | –  | –  | –  | –  | –  | –  | –   | –   | –   | –   | 1   | 1   | –   |
| Thomas Hofer | –   | –   | –  | –  | –   | –   | 15  | 13  | 30 | 14  | –  | –  | 14 | 15 | 24 | 8  | 18 | –  | –  | –  | –  | –   | –   | –   | –   | –   | –   | –   |
| Jan Hörl | –   | –   | –  | –  | –   | –   | –   | –   | –  | –   | –  | –  | –  | –  | –  | –  | –  | –  | –  | –  | –  | –   | –   | 31  | 35  | –   | –   | 33  |
| Daniel Huber | –   | –   | –  | –  | –   | –   | –   | –   | 5  | –   | –  | –  | 3  | 1  | 3  | –  | –  | 12 | 14 | 4  | 4  | 10  | 13  | 8   | 5   | –   | –   | –   |
| Stefan Huber | 28  | 30  | 39 | 13 | –   | –   | 18  | 19  | 13 | 29  | –  | –  | –  | –  | –  | 12 | 7  | 8  | 9  | 38 | 31 | 8   | 11  | 5   | 8   | 6   | 3   | 1   |
| Patrick Kogler | –   | –   | –  | –  | –   | –   | –   | –   | –  | dsq | –  | –  | –  | –  | –  | –  | –  | –  | –  | –  | –  | –   | –   | –   | –   | –   | –   | –   |
| Thomas Lackner | 13  | 20  | 6  | 9  | –   | –   | 10  | 5   | 14 | 12  | –  | –  | 23 | 25 | 26 | 21 | 15 | –  | –  | –  | –  | –   | –   | –   | –   | –   | –   | –   |
| Clemens Leitner | –   | –   | –  | –  | 10  | 12  | –   | –   | 21 | 13  | –  | –  | –  | –  | –  | –  | –  | –  | –  | 6  | 10 | 39  | 39  | –   | –   | –   | –   | 19  |
| Maximilian Lienher | –   | –   | –  | –  | –   | –   | 24  | 40  | –  | –   | –  | –  | –  | –  | –  | –  | –  | –  | –  | –  | –  | –   | –   | –   | –   | –   | –   | –   |
| Manuel Poppinger | –   | –   | –  | –  | –   | –   | –   | –   | –  | –   | –  | –  | –  | –  | –  | –  | –  | 4  | 7  | 18 | 32 | 13  | 7   | 14  | 1   | 7   | 7   | 12  |
| Janni Reisenauer | 38  | 27  | –  | –  | –   | –   | 41  | 34  | 23 | 33  | –  | –  | –  | –  | –  | –  | –  | –  | –  | –  | –  | –   | –   | –   | –   | –   | –   | –   |
| Markus Rupitsch | 26  | 31  | 34 | 25 | –   | –   | –   | –   | 26 | 26  | –  | –  | –  | –  | –  | –  | 29 | –  | –  | –  | –  | –   | –   | –   | –   | –   | –   | –   |
| Markus Schiffner | –   | –   | 17 | 4  | 30  | 16  | –   | –   | 32 | 16  | –  | –  | 19 | 32 | 31 | 24 | 28 | –  | –  | –  | –  | –   | –   | –   | –   | 36  | 33  | –   |
| Mika Schwann | –   | –   | –  | –  | 40  | 61  | –   | –   | –  | –   | –  | –  | –  | –  | –  | –  | –  | –  | –  | –  | –  | –   | –   | –   | –   | –   | –   | 17  |
| Maximilian Steiner | –   | –   | –  | –  | –   | –   | –   | –   | 42 | 24  | –  | –  | –  | –  | –  | 20 | 25 | 25 | 20 | –  | –  | –   | –   | –   | –   | –   | –   | –   |
| Elias Tollinger | 4   | 12  | 21 | 21 | 19  | 27  | –   | –   | 19 | 25  | –  | –  | –  | –  | –  | 26 | –  | –  | –  | –  | –  | –   | –   | –   | –   | 24  | 27  | –   |
| Ulrich Wohlgenannt | –   | –   | –  | –  | 17  | 1   | 19  | 14  | 17 | 10  | –  | –  | –  | –  | –  | –  | –  | 17 | 15 | 12 | 13 | 16  | 6   | 6   | 7   | 3   | 8   | 7   |
| Bułgaria |     |     |    |    |     |     |     |     |    |     |    |    |    |    |    |    |    |    |    |    |    |     |     |     |     |     |     |     |
| Władimir Zografski | –   | –   | –  | –  | 8   | 15  | –   | –   | 16 | 17  | –  | –  | –  | –  | –  | –  | –  | –  | –  | –  | –  | –   | –   | –   | –   | –   | –   | –   |
| Czechy |     |     |    |    |     |     |     |     |    |     |    |    |    |    |    |    |    |    |    |    |    |     |     |     |     |     |     |     |
| Dušan Doležel | –   | –   | –  | –  | –   | –   | –   | –   | –  | –   | –  | –  | –  | –  | –  | –  | –  | –  | –  | –  | –  | 48  | dsq | –   | –   | –   | –   | –   |
| Lukáš Hlava | –   | –   | 20 | 27 | 39  | 30  | 33  | 30  | 20 | 40  | 12 | 20 | –  | –  | –  | –  | –  | –  | –  | –  | –  | 30  | 27  | 29  | 30  | 22  | 28  | 27  |
| František Holík | –   | –   | –  | –  | –   | –   | –   | –   | –  | –   | –  | –  | –  | –  | –  | –  | –  | –  | –  | 41 | 43 | –   | –   | –   | –   | –   | –   | –   |
| Čestmír Kožíšek | 15  | 17  | 9  | 5  | –   | –   | –   | –   | 3  | 18  | –  | –  | –  | –  | –  | –  | –  | –  | –  | –  | –  | –   | –   | –   | –   | –   | –   | –   |
| Damián Lasota | 41  | 42  | –  | –  | –   | –   | –   | –   | –  | –   | 29 | 33 | –  | –  | –  | 52 | 50 | –  | –  | 48 | 48 | –   | –   | –   | –   | –   | –   | –   |
| Viktor Polášek | 6   | 16  | 30 | 20 | 2   | 21  | –   | –   | –  | –   | –  | –  | –  | –  | –  | –  | –  | –  | –  | –  | –  | –   | –   | 25  | 22  | 20  | 12  | 15  |
| Filip Sakala | 23  | 25  | 36 | 33 | 33  | dsq | 36  | 49  | 22 | 44  | 43 | 25 | –  | –  | –  | 13 | 16 | 34 | 26 | 39 | 35 | 9   | 28  | 39  | 39  | 46  | 44  | 36  |
| Vojtěch Štursa | –   | –   | –  | –  | –   | –   | –   | –   | –  | –   | –  | –  | –  | –  | –  | –  | –  | –  | –  | –  | –  | 23  | 31  | 45  | 46  | –   | –   | –   |
| Tomáš Vančura | –   | –   | –  | –  | 54  | 43  | 67  | 55  | 50 | 60  | –  | –  | –  | –  | –  | 28 | 43 | 30 | 34 | 46 | 53 | –   | –   | –   | –   | –   | –   | –   |
| Estonia |     |     |    |    |     |     |     |     |    |     |    |    |    |    |    |    |    |    |    |    |    |     |     |     |     |     |     |     |
| Artti Aigro | –   | –   | 40 | 24 | –   | –   | –   | –   | –  | –   | –  | –  | –  | –  | –  | –  | –  | –  | –  | –  | –  | –   | –   | –   | –   | –   | –   | –   |
| Kevin Maltsev | –   | –   | 37 | 42 | –   | –   | dsq | 39  | 55 | 54  | –  | –  | –  | –  | –  | –  | –  | –  | –  | –  | –  | –   | –   | –   | –   | 33  | 17  | –   |
| Martti Nõmme | –   | –   | –  | –  | –   | –   | 49  | 47  | 45 | 53  | –  | –  | –  | –  | –  | –  | –  | –  | –  | –  | –  | –   | –   | –   | –   | –   | –   | –   |
| Taavi Pappel | –   | –   | 56 | 52 | –   | –   | 70  | 72  | 66 | 64  | –  | –  | –  | –  | –  | –  | –  | –  | –  | –  | –  | –   | –   | –   | –   | 59  | 63  | –   |
| Finlandia |     |     |    |    |     |     |     |     |    |     |    |    |    |    |    |    |    |    |    |    |    |     |     |     |     |     |     |     |
| Andreas Alamommo | –   | –   | –  | –  | 56  | 14  | 17  | 22  | 10 | 28  | –  | –  | –  | –  | –  | –  | –  | –  | –  | –  | –  | –   | –   | –   | –   | –   | –   | –   |
| Lauri Asikainen | –   | –   | 26 | 28 | –   | –   | 51  | 38  | 44 | 49  | –  | –  | –  | –  | –  | –  | –  | –  | –  | –  | –  | –   | –   | –   | –   | –   | –   | –   |
| Kalle Heikkinen | –   | –   | 48 | 34 | –   | –   | –   | –   | –  | –   | –  | –  | –  | –  | –  | –  | –  | –  | –  | –  | –  | –   | –   | –   | –   | 53  | 53  | –   |
| Janne Korhonen | –   | –   | 35 | 45 | –   | –   | –   | –   | –  | –   | –  | –  | –  | –  | –  | –  | –  | –  | –  | –  | –  | –   | –   | –   | –   | –   | –   | –   |
| Niko Kytösaho | –   | –   | 24 | 32 | 51  | 47  | –   | –   | –  | –   | –  | –  | –  | –  | –  | –  | –  | –  | –  | –  | –  | –   | –   | –   | –   | –   | –   | –   |
| Ville Larinto | –   | –   | –  | –  | –   | –   | 29  | 52  | 61 | 42  | –  | –  | –  | –  | –  | –  | –  | –  | –  | –  | –  | –   | –   | –   | –   | –   | –   | –   |
| Niko Löytäinen | –   | –   | 45 | 44 | –   | –   | –   | –   | –  | –   | –  | –  | –  | –  | –  | –  | –  | –  | –  | 37 | 38 | 37  | 29  | 40  | 41  | 26  | 22  | 37  |
| Jarkko Määttä | 32  | 27  | 14 | 12 | –   | –   | –   | –   | –  | –   | –  | –  | –  | –  | –  | –  | –  | –  | –  | –  | –  | –   | –   | –   | –   | –   | –   | –   |
| Eetu Nousiainen | –   | –   | –  | –  | –   | –   | –   | –   | –  | –   | –  | –  | –  | –  | –  | –  | –  | –  | –  | –  | –  | –   | –   | –   | –   | 45  | 46  | –   |
| Juho Ojala | 51  | 38  | 41 | 23 | 58  | 46  | –   | –   | –  | –   | –  | –  | –  | –  | –  | –  | –  | –  | –  | –  | –  | dsq | 44  | –   | –   | –   | –   | –   |
| Arttu Pohjola | –   | –   | –  | –  | –   | –   | –   | –   | –  | –   | –  | –  | –  | –  | –  | –  | –  | –  | –  | 50 | 51 | –   | –   | –   | –   | –   | –   | –   |
| Frans Tähkävuori | –   | –   | 52 | –  | –   | –   | –   | –   | –  | –   | –  | –  | –  | –  | –  | –  | –  | –  | –  | 47 | 46 | 49  | 50  | –   | –   | –   | –   | –   |
| Elias Vänskä | –   | –   | 49 | 47 | –   | –   | –   | –   | –  | –   | –  | –  | –  | –  | –  | –  | –  | –  | –  | –  | –  | –   | –   | 45  | 45  | –   | –   | –   |
| Jonne Veteläinen | –   | –   | –  | 53 | –   | –   | –   | –   | –  | –   | –  | –  | –  | –  | –  | –  | –  | –  | –  | –  | –  | –   | –   | 47  | dsq | –   | –   | –   |
| Francja |     |     |    |    |     |     |     |     |    |     |    |    |    |    |    |    |    |    |    |    |    |     |     |     |     |     |     |     |
| Paul Brasme | 60  | 54  | –  | –  | 65  | 52  | –   | –   | 53 | 45  | 23 | 11 | –  | –  | –  | 39 | 53 | 36 | 40 | 35 | 42 | 46  | 40  | 30  | 28  | 47  | 37  | –   |
| Mathis Contamine | –   | –   | –  | –  | –   | –   | –   | –   | –  | –   | –  | –  | –  | –  | –  | –  | –  | 37 | 33 | –  | –  | –   | –   | –   | –   | –   | –   | –   |
| Vincent Descombes Sevoie | –   | –   | –  | –  | –   | –   | 3   | 28  | –  | –   | –  | –  | –  | –  | –  | –  | –  | –  | –  | –  | –  | –   | –   | –   | –   | –   | –   | –   |
| Jonathan Learoyd | 7   | 2   | –  | –  | 1   | 6   | 4   | 11  | 11 | 15  | 2  | 7  | –  | –  | –  | –  | –  | –  | –  | –  | –  | –   | –   | –   | –   | –   | –   | –   |
| Thomas Roch Dupland | –   | –   | –  | –  | 35  | 48  | 34  | 23  | 43 | 37  | 14 | 14 | –  | –  | –  | 27 | 38 | 29 | 27 | 27 | 21 | 44  | 36  | –   | –   | –   | –   | –   |
| Japonia |     |     |    |    |     |     |     |     |    |     |    |    |    |    |    |    |    |    |    |    |    |     |     |     |     |     |     |     |
| Yūmu Harada | –   | –   | –  | –  | –   | –   | –   | –   | –  | –   | –  | –  | –  | 26 | 33 | –  | –  | –  | –  | –  | –  | –   | –   | –   | –   | –   | –   | –   |
| Kenshirō Itō | –   | –   | –  | –  | –   | –   | –   | –   | –  | –   | –  | –  | –  | 42 | 44 | –  | –  | –  | –  | –  | –  | –   | –   | –   | –   | –   | –   | –   |
| Yūken Iwasa | –   | –   | –  | –  | 34  | 9   | 31  | 17  | –  | –   | –  | –  | –  | –  | –  | –  | –  | –  | –  | –  | –  | –   | –   | –   | –   | –   | –   | –   |
| Riki Kurita | –   | –   | –  | –  | 47  | 45  | 61  | 68  | –  | –   | –  | –  | –  | –  | –  | –  | –  | –  | –  | –  | –  | –   | –   | –   | –   | –   | –   | –   |
| Minato Mabuchi | 31  | 37  | –  | –  | –   | –   | –   | –   | –  | –   | –  | –  | –  | –  | –  | –  | –  | –  | –  | –  | –  | –   | –   | –   | –   | –   | –   | –   |
| Takehiro Nagai | 62  | dsq | –  | –  | –   | –   | –   | –   | –  | –   | –  | –  | –  | –  | –  | –  | –  | –  | –  | –  | –  | –   | –   | –   | –   | –   | –   | –   |
| Tomofumi Naitō | –   | –   | –  | –  | –   | –   | –   | –   | –  | –   | –  | –  | 37 | 11 | 37 | –  | –  | –  | –  | –  | –  | –   | –   | –   | –   | –   | –   | –   |
| Naoki Nakamura | –   | –   | –  | –  | –   | –   | –   | –   | –  | –   | –  | –  | 5  | 22 | 9  | –  | –  | –  | –  | –  | –  | –   | –   | –   | –   | –   | –   | –   |
| Ren Nikaidō | –   | –   | –  | –  | dsq | 38  | 46  | 44  | –  | –   | –  | –  | –  | –  | –  | –  | –  | –  | –  | –  | –  | –   | –   | –   | –   | –   | –   | –   |
| Kento Sakuyama | –   | –   | –  | –  | –   | –   | –   | –   | –  | –   | –  | –  | –  | 16 | 16 | –  | –  | –  | –  | –  | –  | –   | –   | –   | –   | –   | –   | –   |
| Yukiya Satō | –   | –   | –  | –  | –   | –   | –   | –   | –  | –   | –  | –  | –  | 6  | 12 | –  | –  | –  | –  | –  | –  | –   | –   | –   | –   | –   | –   | –   |
| Shōhei Tochimoto | –   | –   | –  | –  | –   | –   | –   | –   | –  | –   | –  | –  | –  | 13 | 29 | –  | –  | –  | –  | –  | –  | –   | –   | –   | –   | –   | –   | –   |
| Hiroaki Watanabe | –   | –   | –  | –  | –   | –   | –   | –   | –  | –   | –  | –  | 32 | 27 | 35 | –  | –  | –  | –  | –  | –  | –   | –   | –   | –   | –   | –   | –   |
| Yūya Yamada | –   | –   | –  | –  | –   | –   | –   | –   | –  | –   | –  | –  | –  | 30 | 30 | –  | –  | –  | –  | –  | –  | –   | –   | –   | –   | –   | –   | –   |
| Kanada |     |     |    |    |     |     |     |     |    |     |    |    |    |    |    |    |    |    |    |    |    |     |     |     |     |     |     |     |
| Nigel Lauchlan | 58  | 61  | 57 | 55 | 70  | 68  | dsq | 70  | 67 | 63  | 45 | 46 | 36 | 45 | 46 | 49 | 47 | 39 | 41 | –  | –  | 50  | 53  | 48  | 48  | 61  | 64  | –   |
| Joshua Maurer | 52  | 52  | 46 | 49 | 53  | 58  | 64  | 63  | 62 | 62  | 37 | 39 | 20 | 38 | 41 | 53 | 51 | 40 | 38 | –  | –  | –   | –   | –   | –   | –   | –   | –   |
| Matthew Soukup | 47  | 59  | –  | –  | 67  | 62  | 58  | 64  | 56 | 56  | 24 | 19 | 39 | 37 | 39 | 25 | 30 | 27 | 30 | –  | –  | 33  | 41  | –   | –   | 21  | 31  | –   |
| Kazachstan |     |     |    |    |     |     |     |     |    |     |    |    |    |    |    |    |    |    |    |    |    |     |     |     |     |     |     |     |
| Nikołaj Karpienko | 56  | 56  | –  | –  | –   | –   | –   | –   | –  | –   | 40 | 42 | –  | –  | –  | –  | –  | –  | –  | –  | –  | –   | –   | –   | –   | 62  | 62  | –   |
| Aleksiej Korolow | –   | –   | –  | –  | –   | –   | –   | –   | –  | –   | 39 | 32 | –  | –  | –  | –  | –  | –  | –  | –  | –  | –   | –   | –   | –   | –   | –   | –   |
| Sabirżan Muminow | 55  | 58  | –  | –  | 64  | 49  | –   | –   | 59 | 52  | 35 | 31 | –  | –  | –  | –  | –  | –  | –  | –  | –  | –   | –   | –   | –   | –   | –   | 24  |
| Konstantin Sokolenko | dsq | 60  | –  | –  | –   | –   | –   | –   | –  | –   | –  | –  | –  | –  | –  | –  | –  | –  | –  | –  | –  | 52  | 51  | –   | –   | –   | –   | –   |
| Siergiej Tkaczenko | –   | –   | –  | –  | –   | –   | –   | –   | 54 | 41  | –  | –  | –  | –  | –  | –  | –  | –  | –  | –  | –  | –   | –   | –   | –   | 9   | 16  | –   |
| Marat Żaparow | –   | –   | –  | –  | –   | –   | –   | –   | 65 | 58  | –  | –  | –  | –  | –  | –  | –  | –  | –  | –  | –  | –   | –   | –   | –   | –   | –   | –   |
| Korea Południowa |     |     |    |    |     |     |     |     |    |     |    |    |    |    |    |    |    |    |    |    |    |     |     |     |     |     |     |     |
| Choi Heung-chul | 34  | 48  | –  | –  | 42  | 51  | 56  | 62  | –  | –   | 28 | 29 | 24 | 33 | 38 | –  | –  | –  | –  | –  | –  | –   | –   | –   | –   | –   | –   | –   |
| Choi Seou | –   | –   | –  | –  | 44  | 23  | 50  | 42  | –  | –   | –  | –  | 8  | 20 | 19 | –  | –  | –  | –  | –  | –  | –   | –   | –   | –   | –   | –   | –   |
| Kim Hyun-ki | 45  | 39  | –  | –  | 61  | 65  | 59  | dns | –  | –   | 47 | 35 | –  | –  | –  | –  | –  | –  | –  | –  | –  | –   | –   | –   | –   | –   | –   | –   |
| Niemcy |     |     |    |    |     |     |     |     |    |     |    |    |    |    |    |    |    |    |    |    |    |     |     |     |     |     |     |     |
| Moritz Baer | 14  | 13  | 50 | 22 | –   | –   | 36  | 43  | –  | –   | –  | –  | 33 | 29 | 10 | 16 | 9  | 22 | 24 | 42 | 24 | 32  | 30  | 21  | 31  | 14  | 6   | 11  |
| Tim Fuchs | –   | –   | –  | –  | 28  | 29  | 63  | 45  | 40 | 48  | –  | –  | –  | –  | –  | –  | –  | –  | –  | –  | –  | –   | –   | –   | –   | –   | –   | –   |
| Martin Hamann | 12  | 11  | 27 | 50 | –   | –   | 47  | 56  | 25 | 19  | –  | –  | 22 | 14 | 13 | 17 | 8  | 15 | 28 | 10 | 14 | 22  | 23  | 24  | 9   | 37  | 21  | 10  |
| Felix Hoffmann | 22  | 18  | 51 | 26 | –   | –   | 54  | 53  | –  | –   | –  | –  | 10 | 23 | 17 | 31 | 21 | 28 | 29 | 36 | 37 | –   | –   | 17  | 11  | 4   | 4   | 4   |
| Marinus Kraus | –   | –   | –  | –  | 50  | 53  | 26  | 35  | 24 | 43  | –  | –  | –  | –  | –  | 15 | 17 | –  | –  | –  | –  | –   | –   | –   | –   | –   | –   | –   |
| Justin Lisso | –   | –   | –  | –  | –   | –   | 23  | 27  | 27 | 27  | –  | –  | –  | –  | –  | –  | –  | –  | –  | –  | –  | –   | –   | –   | –   | –   | –   | –   |
| Dominik Mayländer | 30  | 33  | 38 | 46 | –   | –   | –   | –   | –  | –   | –  | –  | –  | –  | –  | 43 | 42 | –  | –  | –  | –  | –   | –   | 41  | 44  | –   | –   | –   |
| Pius Paschke | –   | –   | –  | –  | –   | –   | –   | –   | –  | –   | –  | –  | –  | –  | –  | 3  | 4  | 6  | 18 | 10 | 18 | 7   | 15  | –   | –   | 8   | 9   | 5   |
| Philipp Raimund | –   | –   | –  | –  | –   | –   | –   | –   | –  | –   | –  | –  | –  | –  | –  | –  | –  | –  | –  | –  | –  | –   | –   | 38  | 21  | 12  | 14  | –   |
| Luca Roth | –   | –   | –  | –  | –   | –   | 38  | 60  | –  | –   | –  | –  | –  | –  | –  | –  | –  | –  | –  | –  | –  | –   | –   | –   | –   | –   | –   | 16  |
| Constantin Schmid | –   | –   | –  | –  | –   | –   | –   | –   | –  | –   | –  | –  | –  | –  | –  | –  | –  | –  | –  | 13 | 12 | 18  | 11  | –   | –   | –   | –   | 2   |
| Fabian Seidl | 17  | 21  | 42 | 36 | 45  | 44  | –   | –   | –  | –   | –  | –  | –  | –  | –  | –  | –  | –  | –  | –  | –  | –   | –   | –   | –   | 16  | 26  | 23  |
| Adrian Sell | –   | –   | –  | –  | –   | –   | 40  | 24  | –  | –   | –  | –  | 27 | 44 | 42 | –  | –  | –  | –  | –  | –  | –   | –   | –   | –   | –   | –   | –   |
| David Siegel | –   | –   | 15 | 31 | –   | –   | 11  | 1   | 6  | 1   | 1  | 6  | 6  | 5  | 5  | –  | –  | 11 | 5  | 2  | 1  | 6   | 9   | 3   | 6   | –   | –   | –   |
| Jonathan Siegel | –   | –   | –  | –  | 60  | dsq | 53  | 51  | –  | –   | –  | –  | –  | –  | –  | –  | –  | –  | –  | –  | –  | –   | –   | –   | –   | –   | –   | –   |
| Lukas Wagner | 46  | 47  | –  | –  | –   | –   | –   | –   | –  | –   | –  | –  | –  | –  | –  | –  | –  | –  | –  | –  | –  | –   | –   | –   | –   | –   | –   | –   |
| Andreas Wank | 8   | 1   | 11 | 15 | –   | –   | 25  | 16  | 2  | 2   | 5  | 8  | 11 | 9  | 6  | 5  | 5  | 7  | 4  | 3  | 6  | 15  | 5   | 1   | 2   | –   | –   | –   |
| Cedrik Weigel | –   | –   | –  | –  | 46  | dsq | 45  | 41  | –  | –   | –  | –  | –  | –  | –  | –  | –  | –  | –  | –  | –  | 29  | 35  | –   | –   | 41  | 52  | –   |
| Paul Winter | –   | –   | –  | –  | 38  | 41  | –   | –   | –  | –   | –  | –  | –  | –  | –  | –  | –  | –  | –  | –  | –  | –   | –   | –   | –   | –   | –   | –   |
| Norwegia |     |     |    |    |     |     |     |     |    |     |    |    |    |    |    |    |    |    |    |    |    |     |     |     |     |     |     |     |
| Joakim Aune | –   | –   | –  | –  | –   | –   | 32  | 37  | 38 | 32  | –  | –  | –  | –  | –  | 29 | 14 | 14 | 22 | 25 | 19 | 21  | 20  | 15  | 10  | –   | –   | –   |
| Fredrik Bjerkeengen | –   | –   | –  | –  | –   | –   | –   | –   | –  | –   | –  | –  | –  | –  | –  | –  | –  | –  | –  | –  | –  | –   | –   | 27  | 32  | 11  | 10  | –   |
| Joacim Ødegård Bjøreng | 40  | 26  | 47 | 29 | 29  | 28  | –   | –   | –  | –   | 21 | 22 | 12 | 8  | 27 | 21 | 13 | –  | –  | 32 | 30 | 24  | 25  | 12  | 24  | –   | –   | –   |
| Andreas Granerud Buskum | –   | –   | –  | –  | –   | –   | –   | –   | –  | –   | 15 | 12 | 18 | 35 | 32 | –  | –  | –  | –  | –  | –  | –   | –   | 10  | 15  | –   | –   | –   |
| Halvor Egner Granerud | –   | –   | –  | –  | –   | –   | –   | –   | –  | –   | –  | –  | –  | –  | –  | –  | –  | 3  | 1  | 33 | 5  | 5   | 4   | –   | –   | –   | –   | –   |
| Joachim Hauer | 10  | 10  | 16 | 3  | 13  | 4   | 5   | 6   | 47 | 23  | –  | –  | 30 | 18 | 7  | 19 | 32 | 10 | 9  | 22 | 26 | –   | –   | 44  | 33  | –   | –   | –   |
| Tom Hilde | 20  | 14  | 12 | 19 | 14  | 26  | 42  | 4   | 1  | 4   | 25 | 4  | 17 | 3  | 4  | –  | –  | –  | –  | –  | –  | –   | –   | –   | –   | –   | –   | –   |
| Espen Jacobsen | –   | –   | –  | –  | –   | –   | –   | –   | –  | –   | –  | –  | –  | –  | –  | –  | –  | –  | –  | –  | –  | –   | –   | dsq | 38  | 57  | 65  | –   |
| Marius Lindvik | 3   | 5   | 13 | 30 | 4   | 3   | 1   | 2   | –  | –   | 3  | 2  | –  | –  | –  | –  | –  | 1  | 3  | 8  | 11 | 1   | 1   | 4   | 2   | –   | –   | –   |
| Thomas Aasen Markeng | –   | –   | –  | –  | –   | –   | –   | –   | –  | –   | –  | –  | –  | –  | –  | –  | –  | –  | –  | –  | –  | –   | –   | 33  | dsq | 34  | 23  | –   |
| Mats Bjerke Myhren | 35  | 34  | 10 | 41 | 24  | 35  | 43  | 21  | 28 | 39  | –  | –  | –  | –  | –  | –  | –  | –  | –  | –  | –  | –   | –   | –   | –   | –   | –   | –   |
| Jesper Ødegaard | –   | –   | –  | –  | –   | –   | –   | –   | –  | –   | –  | –  | –  | –  | –  | –  | –  | –  | –  | –  | –  | –   | –   | –   | –   | 27  | 41  | –   |
| Robin Pedersen | –   | –   | –  | –  | –   | –   | –   | –   | 12 | 21  | 12 | 15 | 7  | 7  | 25 | 11 | 24 | 21 | 21 | –  | –  | 10  | 24  | 18  | 37  | –   | –   | –   |
| Sondre Ringen | –   | –   | –  | –  | 6   | 49  | dsq | 3   | 63 | 6   | –  | –  | 2  | 39 | 34 | 9  | 12 | 41 | 16 | 23 | 33 | dsq | 47  | 2   | 11  | –   | –   | –   |
| Jonas-Sloth Sandell | –   | –   | –  | –  | –   | –   | –   | –   | –  | –   | 18 | 23 | –  | –  | –  | –  | –  | –  | –  | –  | –  | –   | –   | –   | –   | –   | –   | –   |
| Sigurd Nymoen Søberg | 33  | 40  | 29 | 40 | –   | –   | –   | –   | –  | –   | –  | –  | –  | –  | –  | –  | –  | –  | –  | –  | –  | –   | –   | –   | –   | –   | –   | –   |
| Fredrik Villumstad | –   | –   | –  | –  | –   | –   | –   | –   | –  | –   | –  | –  | –  | –  | –  | –  | –  | –  | –  | –  | –  | –   | –   | 34  | 25  | 29  | 49  | –   |
| Oscar P. Westerheim | –   | –   | –  | –  | –   | –   | –   | –   | –  | –   | –  | –  | –  | –  | –  | 41 | 26 | –  | –  | –  | –  | –   | –   | 37  | 26  | 31  | 20  | –   |
| Polska |     |     |    |    |     |     |     |     |    |     |    |    |    |    |    |    |    |    |    |    |    |     |     |     |     |     |     |     |
| Krzysztof Biegun | –   | –   | –  | –  | –   | –   | –   | –   | –  | –   | –  | –  | –  | –  | –  | –  | –  | –  | –  | –  | –  | –   | –   | –   | –   | dns | 59  | –   |
| Stanisław Biela | –   | –   | –  | –  | –   | –   | –   | –   | –  | –   | –  | –  | –  | –  | –  | –  | –  | –  | –  | –  | –  | –   | –   | –   | –   | 55  | 45  | –   |
| Bartosz Czyż | –   | 49  | 43 | 43 | –   | –   | –   | –   | –  | –   | –  | –  | –  | –  | –  | –  | –  | –  | –  | –  | –  | –   | –   | –   | –   | 23  | 19  | 28  |
| Kacper Juroszek | –   | –   | –  | –  | –   | –   | –   | –   | –  | –   | –  | –  | –  | –  | –  | –  | –  | –  | –  | –  | –  | –   | –   | –   | –   | 54  | 43  | –   |
| Przemysław Kantyka | 29  | –   | –  | –  | 31  | 20  | 7   | 9   | 34 | dsq | 11 | 13 | 38 | 31 | 23 | 32 | 19 | 31 | 31 | 34 | 23 | 28  | 37  | 36  | 36  | 43  | 51  | –   |
| Krzysztof Leja | –   | –   | –  | –  | –   | –   | –   | –   | –  | –   | 9  | 27 | 29 | 40 | 40 | 36 | 37 | –  | –  | –  | –  | –   | –   | –   | –   | 48  | 42  | –   |
| Krzysztof Miętus | –   | –   | –  | –  | –   | –   | –   | –   | –  | –   | –  | –  | –  | –  | –  | –  | –  | –  | –  | –  | –  | –   | –   | –   | –   | 40  | 34  | –   |
| Klemens Murańka | 24  | 19  | –  | –  | 36  | 34  | 43  | 20  | 31 | 34  | 10 | 18 | –  | –  | –  | 44 | 36 | 20 | 23 | –  | –  | 26  | 22  | 42  | 42  | 32  | 35  | 25  |
| Karol Niemczyk | –   | –   | –  | –  | –   | –   | –   | –   | –  | –   | –  | –  | –  | –  | –  | –  | –  | –  | –  | –  | –  | –   | –   | –   | –   | dsq | 55  | –   |
| Tomasz Pilch | 1   | 7   | 1  | 7  | 5   | 2   | –   | –   | 4  | 5   | –  | –  | –  | –  | –  | –  | –  | –  | –  | 31 | 16 | 41  | 16  | 22  | 20  | 25  | 24  | 13  |
| Andrzej Stękała | –   | –   | –  | –  | –   | –   | 62  | 65  | –  | –   | –  | –  | –  | –  | –  | 40 | 39 | –  | –  | –  | –  | –   | –   | –   | –   | 50  | 54  | –   |
| Paweł Wąsek | 36  | 32  | 25 | 18 | 37  | 37  | 39  | 46  | –  | –   | –  | –  | –  | –  | –  | –  | –  | –  | –  | 9  | 15 | 34  | 10  | 20  | 13  | 10  | 10  | 8   |
| Jakub Wolny | –   | –   | –  | –  | –   | –   | –   | –   | –  | –   | –  | –  | –  | –  | –  | –  | –  | 2  | 12 | 5  | 2  | 3   | 2   | –   | –   | –   | –   | –   |
| Aleksander Zniszczoł | –   | –   | 19 | 39 | 18  | 19  | 8   | 18  | 7  | 11  | 8  | 9  | –  | –  | –  | 10 | 31 | 32 | 17 | 17 | 25 | –   | –   | 35  | 34  | 30  | 36  | 31  |
| Rosja |     |     |    |    |     |     |     |     |    |     |    |    |    |    |    |    |    |    |    |    |    |     |     |     |     |     |     |     |
| Aleksandr Bażenow | –   | –   | 28 | 35 | –   | dsq | –   | 54  | 60 | 57  | –  | –  | –  | –  | –  | 34 | 35 | –  | –  | 44 | 44 | –   | –   | –   | –   | 35  | 32  | 32  |
| Władisław Bojarincew | –   | –   | –  | –  | –   | –   | –   | –   | –  | –   | –  | –  | –  | –  | –  | –  | –  | –  | –  | –  | –  | –   | –   | –   | –   | –   | –   | dns |
| Ilmir Chazietdinow | 42  | 46  | 22 | 11 | 32  | –   | 9   | 14  | 41 | 20  | –  | –  | –  | –  | –  | –  | –  | –  | –  | –  | –  | –   | –   | –   | –   | –   | –   | 9   |
| Jewgienij Klimow | –   | –   | –  | –  | –   | –   | –   | –   | –  | –   | –  | –  | 15 | 2  | 8  | –  | –  | –  | –  | –  | –  | –   | –   | –   | –   | –   | –   | –   |
| Kiriłł Kotik | –   | –   | –  | –  | –   | –   | –   | –   | –  | –   | –  | –  | –  | –  | –  | –  | –  | –  | –  | –  | –  | –   | –   | –   | –   | dsq | 58  | 30  |
| Iwan Łanin | –   | –   | –  | –  | –   | –   | –   | –   | –  | –   | 34 | 33 | –  | –  | –  | –  | –  | –  | –  | –  | –  | –   | –   | –   | –   | –   | –   | –   |
| Aleksandr Łoginow | –   | –   | –  | –  | –   | –   | –   | –   | –  | –   | –  | –  | –  | –  | –  | –  | –  | –  | –  | –  | –  | –   | –   | –   | –   | –   | –   | 35  |
| Michaił Maksimoczkin | –   | –   | –  | –  | 27  | 31  | –   | –   | –  | –   | 19 | 21 | –  | –  | –  | –  | –  | –  | –  | 43 | 41 | 35  | 38  | –   | –   | –   | –   | 21  |
| Michaił Nazarow | –   | –   | –  | –  | –   | –   | –   | –   | –  | –   | –  | –  | 13 | 24 | 18 | –  | –  | –  | –  | –  | –  | –   | –   | –   | –   | –   | –   | –   |
| Aleksiej Romaszow | –   | –   | –  | –  | –   | –   | –   | –   | –  | –   | –  | –  | 31 | 43 | 21 | –  | –  | –  | –  | –  | –  | –   | –   | –   | –   | –   | –   | –   |
| Maksim Siergiejew | –   | –   | –  | –  | –   | 54  | 52  | –   | –  | –   | –  | –  | –  | –  | –  | –  | –  | –  | –  | –  | –  | –   | –   | –   | –   | –   | –   | –   |
| Roman Trofimow | –   | –   | –  | –  | 48  | –   | 28  | 36  | 35 | 35  | –  | –  | –  | –  | –  | –  | –  | –  | –  | 28 | 40 | 43  | 26  | –   | –   | 39  | 38  | 20  |
| Jegor Usaczow | –   | –   | –  | –  | –   | –   | –   | –   | –  | –   | –  | –  | –  | –  | –  | –  | –  | –  | –  | –  | –  | –   | –   | –   | –   | –   | –   | 29  |
| Dmitrij Wasiljew | –   | –   | –  | –  | –   | –   | –   | –   | –  | –   | –  | –  | –  | –  | –  | –  | –  | –  | –  | –  | –  | –   | –   | –   | –   | –   | –   | 5   |
| Rumunia |     |     |    |    |     |     |     |     |    |     |    |    |    |    |    |    |    |    |    |    |    |     |     |     |     |     |     |     |
| Sorin Mitrofan | 57  | 57  | –  | –  | dsq | 60  | –   | –   | –  | –   | –  | –  | –  | –  | –  | –  | –  | –  | –  | –  | –  | –   | –   | –   | –   | –   | –   | –   |
| Iulian Pîtea | 43  | 51  | –  | –  | 66  | 56  | –   | –   | –  | –   | –  | –  | –  | –  | –  | –  | –  | –  | –  | –  | –  | –   | –   | –   | –   | –   | –   | –   |
| Eduard Torok | 21  | 24  | 44 | 57 | 62  | 57  | –   | –   | –  | –   | –  | –  | –  | –  | –  | –  | –  | –  | –  | –  | –  | –   | –   | –   | –   | –   | –   | –   |
| Słowenia |     |     |    |    |     |     |     |     |    |     |    |    |    |    |    |    |    |    |    |    |    |     |     |     |     |     |     |     |
| Jan Bombek | –   | –   | –  | –  | –   | –   | –   | –   | –  | –   | –  | –  | –  | –  | –  | 35 | 41 | –  | –  | –  | –  | –   | –   | –   | –   | –   | –   | –   |
| Nejc Dežman | 16  | 4   | 2  | 8  | 55  | 13  | 2   | 12  | 8  | 3   | 7  | 5  | 4  | 34 | 2  | –  | –  | 9  | 6  | 1  | 7  | 4   | 19  | –   | –   | –   | –   | –   |
| Žiga Jelar | 11  | 3   | 3  | 2  | –   | –   | –   | –   | –  | –   | –  | –  | –  | –  | –  | –  | –  | –  | –  | –  | –  | 19  | 34  | –   | –   | –   | –   | –   |
| Rok Justin | 26  | 29  | –  | –  | –   | –   | –   | –   | –  | –   | –  | –  | –  | –  | –  | 37 | 40 | –  | –  | –  | –  | –   | –   | 32  | 40  | 15  | 15  | 26  |
| Robert Kranjec | –   | –   | –  | –  | –   | –   | 16  | 50  | –  | –   | 17 | 16 | 1  | 28 | 1  | 4  | 20 | 18 | 19 | 24 | 29 | 20  | 17  | 26  | 19  | 17  | 25  | –   |
| Miha Kveder | –   | –   | –  | –  | –   | –   | –   | –   | 33 | 47  | –  | –  | –  | –  | –  | 38 | 34 | –  | –  | –  | –  | –   | –   | –   | –   | –   | –   | –   |
| Anže Lanišek | –   | –   | –  | –  | 43  | 33  | 6   | 8   | 29 | 38  | 4  | 1  | 34 | 4  | 14 | 1  | 1  | 5  | 2  | 7  | 3  | 12  | 3   | –   | –   | –   | –   | –   |
| Andraž Modic | –   | –   | –  | –  | –   | –   | –   | –   | –  | –   | –  | –  | –  | –  | –  | 42 | –  | –  | –  | –  | –  | –   | –   | –   | –   | –   | –   | –   |
| Tomaž Naglič | –   | –   | 8  | 16 | 7   | 24  | 30  | 10  | 15 | 8   | 16 | 3  | 16 | 12 | 20 | 6  | 6  | 23 | 11 | 16 | 17 | 40  | 45  | 19  | 14  | 4   | 5   | –   |
| Aljaž Osterc | 24  | 35  | –  | –  | 15  | 32  | –   | –   | –  | –   | –  | –  | –  | –  | –  | –  | –  | –  | –  | –  | –  | –   | –   | –   | –   | –   | –   | –   |
| Blaž Pavlič | –   | –   | –  | –  | –   | –   | –   | –   | –  | –   | –  | –  | –  | –  | –  | 33 | 27 | –  | –  | –  | –  | –   | –   | –   | –   | –   | –   | 39  |
| Bor Pavlovčič | 5   | 15  | 18 | 17 | 9   | 11  | 12  | 7   | 18 | 7   | 6  | 10 | –  | –  | –  | –  | –  | 16 | 13 | 19 | 36 | 31  | 32  | 16  | 17  | 2   | 2   | –   |
| Andraž Pograjc | 19  | 23  | 23 | 10 | 26  | 39  | –   | –   | –  | –   | –  | –  | –  | –  | –  | 7  | 10 | –  | 37 | –  | –  | –   | –   | 23  | 29  | 28  | 30  | 22  |
| Cene Prevc | –   | –   | –  | –  | –   | –   | –   | –   | –  | –   | –  | –  | –  | –  | –  | –  | 22 | –  | –  | –  | –  | –   | –   | –   | –   | –   | –   | 3   |
| Rok Tarman | –   | –   | –  | –  | –   | –   | –   | –   | 46 | 30  | 26 | 28 | 35 | 36 | 28 | 18 | 11 | –  | –  | –  | –  | –   | –   | –   | –   | –   | –   | 18  |
| Jurij Tepeš | –   | –   | 4  | 1  | –   | –   | 27  | 26  | –  | –   | –  | –  | –  | –  | –  | 14 | 2  | 24 | –  | 51 | 22 | 38  | 42  | 11  | 27  | –   | –   | –   |
| Aljaž Vodan | –   | –   | –  | –  | –   | –   | –   | –   | –  | –   | –  | –  | –  | –  | –  | 30 | 33 | –  | –  | –  | –  | –   | –   | –   | –   | –   | –   | –   |
| Miran Zupančič | 9   | 9   | 33 | 37 | 16  | 17  | 21  | 32  | –  | –   | –  | –  | 21 | 21 | 36 | 23 | 23 | 19 | 32 | 21 | 28 | –   | –   | 28  | 23  | 49  | 40  | 38  |
| Stany Zjednoczone |     |     |    |    |     |     |     |     |    |     |    |    |    |    |    |    |    |    |    |    |    |     |     |     |     |     |     |     |
| AJ Brown | 50  | 52  | 54 | 54 | –   | –   | 57  | 58  | 57 | 59  | 33 | 38 | 40 | 47 | 45 | 46 | 46 | 33 | 36 | –  | –  | 45  | 48  | 43  | 43  | 44  | 39  | –   |
| Michael Glasder | –   | –   | –  | –  | 21  | 18  | –   | –   | –  | –   | –  | –  | –  | –  | –  | –  | –  | –  | –  | –  | –  | –   | –   | –   | –   | –   | –   | –   |
| Casey Larson | 59  | 55  | 32 | 38 | –   | –   | 48  | 57  | 49 | 55  | 20 | 17 | –  | –  | –  | –  | –  | –  | –  | –  | –  | –   | –   | –   | –   | –   | –   | –   |
| Nicholas Mattoon | 61  | 63  | 58 | 58 | –   | –   | 65  | 67  | 64 | dsq | 36 | 43 | 41 | 46 | 47 | 51 | 52 | 38 | 39 | –  | –  | 51  | 52  | 49  | 47  | 56  | 57  | –   |
| William Rhoads | –   | –   | –  | –  | –   | –   | –   | –   | –  | –   | –  | –  | –  | –  | –  | –  | –  | –  | –  | –  | –  | –   | –   | –   | –   | 37  | 55  | –   |
| Szwajcaria |     |     |    |    |     |     |     |     |    |     |    |    |    |    |    |    |    |    |    |    |    |     |     |     |     |     |     |     |
| Luca Egloff | 18  | 6   | –  | –  | 20  | 36  | –   | –   | 35 | 36  | –  | –  | 25 | 16 | 22 | –  | –  | –  | –  | 26 | 34 | –   | –   | –   | –   | 19  | 18  | –   |
| Sandro Hauswirth | –   | –   | –  | –  | 23  | 8   | 22  | 31  | –  | –   | –  | –  | –  | –  | –  | –  | –  | –  | –  | –  | –  | 27  | 42  | –   | –   | –   | –   | –   |
| Pascal Kälin | 53  | 44  | –  | –  | 48  | 40  | –   | –   | –  | –   | –  | –  | –  | –  | –  | –  | –  | –  | –  | –  | –  | –   | –   | –   | –   | 58  | 60  | –   |
| Gabriel Karlen | 47  | 50  | –  | –  | 22  | 22  | 54  | 29  | 52 | 46  | –  | –  | 26 | 41 | 43 | –  | –  | –  | –  | –  | –  | –   | –   | –   | –   | –   | –   | –   |
| Olan Lacroix | –   | –   | –  | –  | 63  | 66  | –   | –   | –  | –   | –  | –  | –  | –  | –  | –  | –  | –  | –  | –  | –  | –   | –   | –   | –   | –   | –   | –   |
| Killian Peier | –   | –   | –  | –  | 3   | 7   | –   | –   | –  | –   | –  | –  | –  | –  | –  | –  | –  | –  | –  | 14 | 19 | 25  | 21  | –   | –   | –   | –   | –   |
| Dominik Peter | –   | –   | –  | –  | 59  | 59  | –   | –   | –  | –   | –  | –  | –  | –  | –  | –  | –  | –  | –  | –  | –  | –   | –   | –   | –   | –   | –   | –   |
| Andreas Schuler | –   | –   | –  | –  | 25  | 25  | 20  | 48  | 9  | 9   | –  | –  | –  | –  | –  | –  | –  | –  | –  | 49 | 27 | 14  | 14  | 9   | 16  | –   | –   | –   |
| Turcja |     |     |    |    |     |     |     |     |    |     |    |    |    |    |    |    |    |    |    |    |    |     |     |     |     |     |     |     |
| Muhammed Ali Bedir | –   | –   | 55 | –  | –   | –   | 69  | 69  | –  | –   | 38 | 41 | –  | –  | –  | –  | –  | –  | –  | 53 | 49 | –   | –   | –   | –   | –   | –   | –   |
| Muhammet İrfan Çintımar | –   | –   | –  | 51 | –   | –   | 71  | 71  | –  | –   | 44 | 45 | –  | –  | –  | –  | –  | –  | –  | –  | –  | –   | –   | –   | –   | –   | –   | –   |
| Ayberk Demir | –   | –   | 53 | 56 | –   | –   | –   | –   | –  | –   | 41 | 30 | –  | –  | –  | –  | –  | –  | –  | 30 | 50 | –   | –   | –   | –   | –   | –   | –   |
| Muhammed Münir Güngen | –   | –   | –  | –  | –   | –   | –   | –   | –  | –   | 46 | 47 | –  | –  | –  | –  | –  | –  | –  | –  | –  | –   | –   | –   | –   | –   | –   | –   |
| Fatih Arda İpcioğlu | –   | –   | 31 | 48 | 40  | 42  | 35  | 59  | 58 | 61  | 22 | 24 | –  | –  | –  | –  | –  | –  | –  | –  | –  | –   | –   | –   | –   | –   | –   | –   |
| Samet Karta | –   | –   | –  | –  | –   | –   | –   | –   | –  | –   | 42 | 44 | –  | –  | –  | –  | –  | –  | –  | 40 | 45 | –   | –   | –   | –   | –   | –   | –   |
| Ukraina |     |     |    |    |     |     |     |     |    |     |    |    |    |    |    |    |    |    |    |    |    |     |     |     |     |     |     |     |
| Witalij Kaliniczenko | 44  | 43  | –  | –  | 68  | 63  | 60  | 61  | –  | –   | 31 | 36 | –  | –  | –  | 45 | 44 | –  | –  | –  | –  | –   | –   | –   | –   | 51  | 48  | –   |
| Jewhen Marusiak | 63  | 62  | –  | –  | –   | –   | –   | –   | –  | –   | –  | –  | –  | –  | –  | –  | –  | –  | –  | –  | –  | –   | –   | –   | –   | 42  | 50  | –   |
| Andrij Waskuł | –   | –   | –  | –  | –   | –   | –   | –   | –  | –   | –  | –  | –  | –  | –  | 54 | 54 | –  | –  | –  | –  | –   | –   | –   | –   | dsq | dsq | –   |
| Włochy |     |     |    |    |     |     |     |     |    |     |    |    |    |    |    |    |    |    |    |    |    |     |     |     |     |     |     |     |
| Davide Bresadola | –   | –   | –  | –  | –   | –   | 13  | 25  | 35 | 22  | –  | –  | –  | –  | –  | –  | –  | –  | –  | –  | –  | –   | –   | –   | –   | –   | –   | –   |
| Giovanni Bresadola | 49  | 36  | –  | –  | –   | –   | –   | –   | –  | –   | –  | –  | –  | –  | –  | –  | –  | –  | –  | –  | –  | –   | –   | –   | –   | –   | –   | –   |
| Federico Cecon | 54  | 44  | –  | –  | 52  | 55  | 68  | dns | 48 | 51  | 27 | 26 | –  | –  | –  | –  | –  | –  | –  | –  | –  | –   | –   | –   | –   | 18  | 29  | 34  |
| Roberto Dellasega | –   | –   | –  | –  | –   | –   | –   | –   | 51 | 50  | 30 | 37 | –  | –  | –  | 48 | 48 | –  | –  | 29 | 38 | 36  | 33  | –   | –   | –   | –   | –   |
| Zeno Di Lenardo | –   | –   | –  | –  | 69  | 67  | –   | –   | –  | –   | –  | 40 | –  | –  | –  | 50 | 49 | –  | –  | 52 | 52 | 47  | 46  | –   | –   | 60  | 61  | –   |
| Daniele Varesco | 39  | 40  | –  | –  | 57  | 64  | 66  | 66  | –  | –   | 31 | –  | –  | –  | –  | 47 | 45 | 35 | 35 | 45 | 47 | 42  | 49  | –   | –   | 52  | 47  | –   |
| Legenda |     |     |    |    |     |     |     |     |    |     |    |    |    |    |    |    |    |    |    |    |    |     |     |     |     |     |     |     |
| 1-3 4-30 poniżej 30 dns – Zawodnik zgłoszony do konkursu nie wystartował dsq – Zawodnik zdyskwalifikowany - – Zawodnik nie zgłoszony do konkursu |     |     |    |    |     |     |     |     |    |     |    |    |    |    |    |    |    |    |    |    |    |     |     |     |     |     |     |     |

## Klasyfikacja generalna
Stan po zakończeniu sezonu 2017/2018
| Miejsce | Zawodnik              | Występy | Punkty |
| ------- | --------------------- | ------- | ------ |
| 1.      | Marius Lindvik        | 18      | 1102   |
| 2.      | Andreas Wank          | 23      | 1040   |
| 3.      | David Siegel          | 19      | 968    |
| 4.      | Nejc Dežman           | 21      | 869    |
| 5.      | Anže Lanišek          | 19      | 795    |
| 6.      | Philipp Aschenwald    | 21      | 694    |
| 7.      | Tomasz Pilch          | 17      | 575    |
| 8.      | Tomaž Naglič          | 25      | 554    |
| 9.      | Bor Pavlovčič         | 22      | 550    |
| 10.     | Daniel Huber          | 12      | 528    |
| 11.     | Stefan Huber          | 21      | 523    |
| 12.     | Ulrich Wohlgenannt    | 17      | 515    |
| 13.     | Jonathan Learoyd      | 10      | 486    |
| 14.     | Tom Hilde             | 15      | 466    |
| 15.     | Florian Altenburger   | 22      | 428    |
| 16.     | Joachim Hauer         | 21      | 421    |
| 17.     | Robert Kranjec        | 19      | 404    |
| 18.     | Sondre Ringen         | 19      | 398    |
| 19.     | Manuel Poppinger      | 11      | 367    |
| 19.     | Jakub Wolny           | 6       | 367    |
| 21.     | Pius Paschke          | 11      | 360    |
| 22.     | Martin Hamann         | 24      | 313    |
| 23.     | Jurij Tepeš           | 13      | 301    |
| 24.     | Halvor Egner Granerud | 6       | 300    |
| 25.     | Felix Hoffmann        | 20      | 278    |
| 26.     | Aleksander Zniszczoł  | 21      | 264    |
| 27.     | Thomas Lackner        | 13      | 256    |
| 28.     | Robin Pedersen        | 15      | 245    |
| 29.     | Žiga Jelar            | 6       | 236    |
| 30.     | Moritz Baer           | 22      | 235    |
| ...     |                       |         |        |